# Château de Cawood
Pour les articles homonymes, voir Cawood (homonymie).
Le château de Cawood est un bâtiment classé de catégorie I à Cawood, un village du Yorkshire du Nord, en Angleterre. Les structures survivantes du XVe siècle font partie d'un palais médiéval fortifié appartenant aux archevêques d'York, qui est démantelé au lendemain de la guerre civile anglaise.

## Histoire
Le roi saxon Athelstan a probablement construit la première fortification à Cawood sur le site des ruines actuelles du château. Cawood devient une résidence archiépiscopale au XIIe siècle. La présence du château est mentionnée pour la première fois en 1181 avant d'être transformée en château quadrangulaire en 1374 et 1388. Il reçoit la visite de nombreux rois, dont Jean sans Terre, qui chasse le gibier dans le bois voisin de Bishop's Wood au XIIIe siècle. Des documents montrent que le palais est souvent amélioré. Parmi ces améliorations, la guérite, qui est construite par l'archevêque John Kemp, avec de la pierre provenant de la carrière de Huddlestone près de Tadcaster qui fournit aussi la pierre pour la Cathédrale d'York.
George Neville devient archevêque d'York en 1465 et organise une fête au château. Le comte de Warwick, le frère de l'archevêque, aide à la préparation de la fête et aurait voulu une fête plus grande que la fête du couronnement du roi. Parmi les invités, figure le duc de Gloucester, le frère du roi. La fête dure plusieurs jours et est connue sous le nom de " Grande Fête de Cawood " en raison de sa taille. Les archives de la fête montrent qu'une quantité substantielle de nourriture est consommée, dont 104 bœufs, 6 taureaux sauvages, 400 cygnes, 1000 chapons et 104 paons ; 25 000 gallons de vin sont consommés avec le repas.
Le château est la résidence principale de Thomas Savage lorsqu'il est archevêque d'York, et il meurt au château de Cawood en septembre 1507. Le cardinal Wolsey vient à Cawood en tant qu'archevêque d'York en 1530 et se rend populaire auprès des villageois en remédiant à des années de négligence. Cependant, avant d'être installé comme archevêque à York, le comte de Northumberland l'arrête pour haute trahison ; Wolsey tombe malade à Leicester alors qu'il se rend à Londres et meurt. Il accomplit donc la prophétie de Mère Shipton, selon laquelle il verrait les tours de York Minster mais n'y serait jamais intronisé.
En 1642, la guerre civile anglaise éclate et le château est initialement détenu par les royalistes. Le château est capturé par les parlementaires, mais le comte de Newcastle le reprend brièvement pour les royalistes en 1644. Peu de temps après, cependant, Lord Fairfax le reprend et il est utilisé comme camp de prisonniers de guerre. Une fois la guerre terminée, le château est abandonné et détruit, il ne reste que les bâtiments de la ferme et des parties du mur. La cave a été comblée de gravats et de terre.

## Statut actuel
Les seules parties restantes du château sont la guérite et la salle de banquet. Les pierres du château détruit sont utilisées dans la construction des maisons environnantes. Les fondations de certaines autres structures subsistent ainsi que la cave du château, qui a été fouillée au XIXe siècle.
La guérite sert de palais de justice jusque dans les années 1930, avant d'être utilisée comme mess des officiers et bâtiment pour la Home Guard pendant la Seconde Guerre mondiale.
Le château appartient maintenant au Landmark Trust, qui a restauré la guérite en maison de vacances, tout en laissant la salle de banquet à deux étages saine et étanche aux intempéries, mais non habitable. À l'extérieur de la salle de banquet, on peut voir les restes d'autres structures - il y avait des bâtiments de ferme plus modernes et un mur le long de la route, qui sont enlevés lorsque le Landmark Trust reprend le château et le restaure.
Le jardin du château est racheté par le conseil paroissial dans les années 1980 afin de le conserver comme un espace ouvert au cœur du village. Le garth abrite une population de grands tritons huppés : en son centre se trouve un étang, aménagé en patinoire au XIXe siècle. Il y a aussi des vestiges des étangs à poissons médiévaux.